# Key to the Kuffs
| Críticas profissionais | Críticas profissionais |
| Pontuações agregadas   | Pontuações agregadas   |
| Fonte                  | Avaliação              |
| ---------------------- | ---------------------- |
| Metacritic             | 74/100                 |
| Avaliações da crítica  |                        |
| Fonte                  | Avaliação              |
| AllMusic               | [ 2 ]                  |
| The A.V. Club          | B+                     |
| Consequence of Sound   | C−                     |
| Drowned in Sound       | 6/10                   |
| Fact                   | 3.5/5                  |
| NME                    | [ 7 ]                  |
| Pitchfork              | 7.3/10                 |
| Resident Advisor       | 4.0/5                  |
| Slant Magazine         | [ 10 ]                 |
| XLR8R                  | 7/10                   |

Key to the Kuffs é um álbum colaborativo da dupla artistas de hip hop alternativo JJ Doom, formada pelo rapper MF DOOM e pelo produtor Jneiro Jarel. Foi lançado pela Lex Records em 20 de agosto de 2012.

## Gravação
Jneiro Jarel produziu a música em seu estúdio em Nova Orleans. Embora ele e DOOM tenham se encontrado várias vezes durante a gravação, a maior parte do trabalho foi realizada em seus respectivos estúdios. MF DOOM gravou os vocais para o álbum em Londres entre dezembro de 2010 e abril de 2012. 
Inclui participações de Damon Albarn do Blur e Gorillaz, Beth Gibbons do Portishead, Khujo do Goodie Mob e Dungeon Family, e Boston Fielder.

## Lançamento
Duas versões alternativas de faixas do álbum foram lançadas antes do álbum. As faixas foram a versão Doom/Thom Yorke/Jonny Greenwood de "Retarded Fren" e o remix de Dave Sitek de "Rhymin' Slang."

## Recepção critica
No Metacritic, que atribui uma pontuação média ponderada de 100 às resenhas de críticos tradicionais, Key to the Kuffs recebeu uma pontuação média de 74% com base em 26 resenhas, indicando "resenhas geralmente favoráveis".
The Guardian descreveu Key to the Kuffs como um "álbum novo incrível com um vocal espectral de Beth Gibbons do Portishead." Spin listou uma letra de "Banished" como uma das melhores linhas de rap de 2012. Thom Yorke do Radiohead listou "Guv'nor" como seu "single de 2012."
Em 2017, Pitchfork escreveu que "Key to the Kuffs amadureceu com excelência nos quase cinco anos desde que foi lançado."

## Lista de músicas
Os créditos são adaptados do encarte do álbum.
Todas as faixas escritas e compostas por D.Dumile and O.Gilyard except where noted. 
| N.º            | Título                                      | Compositor(es)               | Duração |  |
| 1.             | "Waterlogged"                               |                              | 1:51    |  |
| 2.             | "Guv'nor"                                   |                              | 3:04    |  |
| 3.             | "Banished"                                  |                              | 3:09    |  |
| 4.             | "Bite the Thong" (featuring Damon Albarn)   | D.Dumile O.Gilyard D. Albarn | 3:54    |  |
| 5.             | "Rhymin' Slang"                             |                              | 2:20    |  |
| 6.             | "Dawg Friendly"                             |                              | 2:38    |  |
| 7.             | "Borin Convo"                               |                              | 2:20    |  |
| 8.             | "Snatch That Dough"                         |                              | 0:46    |  |
| 9.             | "GMO" (featuring Beth Gibbons)              | D.Dumile O.Gilyard B.Gibbons | 4:22    |  |
| 10.            | "Bout the Shoes" (featuring Boston Fielder) | D.Dumile O.Gilyard B.Fielder | 2:34    |  |
| 11.            | "Winter Blues"                              |                              | 4:11    |  |
| 12.            | "Still Kaps" (featuring Khujo)              | O.Gilyard W.Knighton         | 1:28    |  |
| 13.            | "Retarded Fren"                             |                              | 3:38    |  |
| 14.            | "Viberian Sun Pt. II"                       | O.Gilyard                    | 3:12    |  |
| 15.            | "Wash Your Hands"                           |                              | 2:41    |  |
| Duração total: | Duração total:                              | Duração total:               | 41:59   |  |

| Butter Edition |                                                        |                              |         |  |
| N.º            | Título                                                 | Compositor(es)               | Duração |  |
| 1.             | "Waterlogged"                                          |                              | 1:51    |  |
| 2.             | "Guv'nor"                                              |                              | 3:04    |  |
| 3.             | "Banished"                                             |                              | 3:09    |  |
| 4.             | "Bookhead"                                             |                              | 1:59    |  |
| 5.             | "Bite the Thong" (featuring Damon Albarn)              | D.Dumile O.Gilyard D. Albarn | 3:54    |  |
| 6.             | "Rhymin' Slang"                                        |                              | 2:20    |  |
| 7.             | "Dawg Friendly"                                        |                              | 2:39    |  |
| 8.             | "Pause Tape"                                           |                              | 2:07    |  |
| 9.             | "The Signs" (featuring Gone the Hero)                  |                              | 1:29    |  |
| 10.            | "Borin Convo"                                          |                              | 2:20    |  |
| 11.            | "Snatch That Dough"                                    |                              | 0:46    |  |
| 12.            | "GMO" (featuring Beth Gibbons)                         | D.Dumile O.Gilyard B.Gibbons | 4:21    |  |
| 13.            | "Bout the Shoes" (featuring Boston Fielder)            | D.Dumile O.Gilyard B.Fielder | 2:34    |  |
| 14.            | "Winter Blues"                                         |                              | 4:11    |  |
| 15.            | "Still Kaps" (featuring Khujo)                         | O.Gilyard W.Knighton         | 1:28    |  |
| 16.            | "Retarded Fren"                                        |                              | 3:39    |  |
| 17.            | "Viberian Son" (featuring Del the Funky Homosapien)    |                              | 3:34    |  |
| 18.            | "Wash Your Hands"                                      |                              | 2:42    |  |
| 19.            | "Guv'nor (BadBadNotGood Version)"                      |                              | 2:53    |  |
| 20.            | "Rhymin' Slang (Dave Sitek Remix)"                     |                              | 2:38    |  |
| 21.            | "Retarded Fren (Thom Yorke & Jonny Greenwood Version)" |                              | 3:18    |  |
| 22.            | "Bookfiend (Clams Casino Version)"                     |                              | 2:53    |  |
| 23.            | "Banished (Beck Remix)"                                |                              | 4:05    |  |
| Duração total: | Duração total:                                         | Duração total:               | 63:41   |  |

## Pessoal
Os créditos são adaptados do encarte do álbum.
Produção
- Jneiro Jarel – produção
- Metalfingerz Doom – arranjo adicional de esquetes (1-4, 7, 8, 11)

Artistas adicionais
- Shannon Powell – percussão (2)
- Damon Albarn – vocais em destaque (4)
- Povos do Capitólio – outro (6)
- Roderick Skeaping – violino (9)
- Beth Gibbons – vocais em destaque (9)
- Orquestra Boston Fielder e Muthawit – cordas (11)
- Indigo – vocais adicionais (11, 13)
- Khujo Goodie – vocais (12)

Pessoal adicional
- Tom Brown – produção executiva, A&R
- Will Skeping – A&R
- Who Dat? – mixagem (1, 2, 5-8, 10, 12-15)
- Metalfingerz Doom – mixagem
- Earl Scioneaux – engenharia adicional (2, 5, 14), mixagem adicional (3, 10)
- Stephen Sedgwick – mixagem adicional (4)
- Drew Brown – mixagem adicional (9)
- Matt Colton – masterização

Arte da Capa
- Steve Powers – arte
- Klaus Thymann – retrato
- DLT – layout

## Gráficos
| Chart                     | Peak position |
| ------------------------- | ------------- |
| US Billboard 200          | 148           |
| US Heatseekers Albums     | 3             |
| US Independent Albums     | 24            |
| US Top R&B/Hip-Hop Albums | 25            |
| US Tastemaker Albums      | 17            |